# Bambi 2
Pour les articles homonymes, voir Bambi.
Série
Bambi
(1942)
Pour plus de détails, voir Fiche technique et Distribution.
Bambi 2 ou Bambi et le Grand Prince de la forêt (Bambi II) est le 98e long-métrage d'animation des studios Disney, sorti en 2006 directement en vidéo aux États-Unis mais au cinéma dans le reste du monde.
Il s'agit, non de la suite de Bambi (1942), mais d'un « midquel » (en anglais) autrement dit, une parenthèse, un complément à l'histoire, qui se situerait au milieu du film original.
L’histoire raconte la jeunesse de Bambi entre le moment où il perd sa mère, jusqu'au développement de son entente avec son père, le Grand Prince de la Forêt, qui au début semble douter de ses capacités.

## Synopsis
Après la disparition de la mère de Bambi, son père, le Grand Prince de la Forêt, demande à Maître Hibou de trouver une biche pour s'occuper du jeune faon. Mais en plein hiver, les biches ne peuvent pas trouver suffisamment à manger et le Prince accepte de s'occuper de son fils jusqu'au retour du printemps. Les jours passent et Bambi se retrouve souvent seul car il est difficile pour son père de surveiller la forêt si son fils est avec lui. Heureusement, il peut compter sur ses amis, Pan-Pan, Fleur et Féline.
Un jour, Bambi tombe dans un piège des hommes. Son père réussit à le sauver de justesse et semble très déçu par son fils. Bambi, voulant lui prouver son courage, décide d'affronter un porc-épic. Mais son plan tombe à l'eau. Alors, Ronno, un jeune cerf arrogant, un peu plus âgé que lui et amoureux de Féline, se moque de lui. Bambi le pousse et la poursuite s'engage. Bloqué, il saute très loin jusqu'à ce que son père arrive. Celui-ci semble impressionné. Il commence alors à s'intéresser un peu plus à son fils. 
Au fil des jours, Bambi et son père sont devenus très complices. Mais Maître Hibou, à la demande du Prince quelque temps plus tôt, leur présente Mina, la biche qui doit maintenant s'occuper de Bambi. Celui-ci part donc avec la biche vers sa nouvelle maison lorsque apparaît Ronno qui le provoque. Il pousse Bambi sur Mina et celle-ci tombe dans un piège. Bambi attire les chiens pour sauver Mina. Ils le poursuivent mais Bambi arrive à les semer un à un. Lorsqu'il s'est débarrassé du dernier chien, il court rejoindre son père qui l'attend en haut de la falaise. Il saute mais le rocher se fend et Bambi tombe dans le vide. Le Prince découvre son fils inanimé et commence à pleurer. Bambi se réveille et sait que son père restera toujours près de lui cette fois.

## Fiche technique
- Titre original : Bambi II
- Titre français : Bambi 2
- Titre complet original : Bambi and the Great Prince of the Forest
- Titre complet français : Bambi et le Grand Prince de la forêt
- Réalisation : Brian Pimental
- Scénario : Alicia Kirk, d’après une histoire de Brian Pimental et Jeanne Rosenberg, d'après les personnages de Felix Salten
- Casting vocal et supervision des dialogues : Jamie Thomason
- Conception graphique :
  - Direction artistique : Carol Kieffer Police
  - Direction technique : Glo Minaya
- Montage : Jeremy Milton et Mark Solomon
- Musique : Bruce Broughton (musique) ; David Friedman, Michelle Lewis, Daniel Petty, Richard Marx, Dean Pitchford et Marcus Hummon (chansons) ; Frank Churchill, Larry Morey et Ed Plumb (chansons de 1942)
- Production : Jim Ballantine  
  - Producteur exécutif : Debbie Cramb
  - Producteur associé : Dave Okey
- Société de production : DisneyToon Studios et Walt Disney Pictures
- Société de distribution : Buena Vista Pictures Distribution et Buena Vista Home Entertainment
- Format : couleur - 35 mm - 1,78:1 - Dolby Digital
- Durée : 72 minutes
- Dates de sortie : 
  - États-Unis : 7 février 2006 (DVD)
  - France : 1er février 2006 (au cinéma) ; 22 août 2006 (DVD)

Note: La liste des « crédités » au générique étant trop longue pour être citée in extenso ici, nous n'avons repris que les principaux contributeurs.

## Distribution

### Voix originales
- Patrick Stewart : The Great Prince (Le Grand Prince)
- Alexander Gould : Bambi
- Keith Ferguson : Friend Owl (Hibou)
- Brendon Baerg : Thumper (Pan-Pan)
- Nicky Jones : Flower (Fleur)
- Andrea Bowen : Faline (Féline)[1]
- Anthony Ghannam : Ronno
- Makenna Cowgill, Emma Rose Lima, Ariel Winter : Thumper's Sisters (Sœurs de Pan-pan)
- Brian Pimental : Groundhog (Marmotte) / Porcupine (Porc-épic)
- Carolyn Hennesy : Bambi's Mother (Maman de Bambi)
- Cree Summer : Mena (Mina)

### Voix françaises
- Philippe Catoire : Le Grand Prince
- Louis Lecordier : Bambi
- Jean-Claude Donda : Maître Hibou
- Gwenvin Sommier : Pan-Pan
- Martin Faliu : Fleur
- Claire Bouanich : Féline
- Pierre Casanova : Ronno
- Marjorie Frantz : Mina
- Éric Métayer : la marmotte et le soliste 3
- Gérard Surugue : le porc-épic
- Maïk Darah : la mère de Bambi
- Pauline Larrieu : la mère de Pan-Pan
- Sophie Deschaumes : la mère de Ronno
- Naomi Libraty, Camille Timmerman, Gwendoline Sommier et Clara Quilichini : les sœurs de Pan-Pan
- Karine Costa : la soliste 1
- Alexandra Lucci : la soliste 2

## Chansons du film
- C'est la vie (There Is Life)
- Quand le printemps revient (First Sign of Spring)
- Through Your Eyes
- The Healing of a Heart
- L'amour est éternel (Love Is A Song)
- La Chanson du printemps (Let's Sing A Gay Little Spring Song)

## Accueil

### Sortie
Le film sort directement en vidéo aux États-Unis et d'autres pays. Il sort également au cinéma dans la plupart des pays tels que la France, l'Allemagne et les territoires du Benelux.
Le film s'est vendu à 2,6 millions de DVD au cours de sa première semaine aux États-Unis. Le film a rapporté 35 millions de dollars dans les territoires où il est sorti en salle.
Disneytoon Studios confirmant que le film n'a jamais été destiné à être diffusé en salles aux États-Unis.

### Accueil critique
Les critiques étaient généralement mitigées. Sur le site Web de l'agrégateur de critiques Rotten Tomatoes, 44 % des 9 critiques sont positives. Joe Leydon de Variety l'a qualifié de "légèrement amusant mais peu remarquable". Inversement, R.L. Shaffer d'IGN a donné au film 7 sur 10, écrivant : "Bambi II est peut-être inutile, mais c'est aussi inoffensif. C'est brillamment animé, et c'est assez amusant aussi. Donnez un tour à celui-ci si vous êtes d'humeur pour un petit retour mignon au royaume classique de l'animation 2D de Disney."
En France, sur le site Allociné, le film a la note moyenne des 14 critiques de presse française recensées est de 2,7 sur 5, et la note moyenne des critiques du public est de 2,5 sur 5.

### Distinctions
Il remportera également plus tard un prix Annie de la meilleure production animée de divertissement à domicile lors de la 34e cérémonie des Annie Awards.

## Personnages
- Bambi : C'est le personnage principal et le fils du grand Prince de la forêt ainsi que de sa pauvre mère décédée au début du film. Bambi est amoureux de la jolie Féline, une jeune biche de son âge.
- Panpan : L'un des meilleurs amis de Bambi, il est tout le temps poursuivi par ses sœurs. Il croit en Bambi et le soutient tout le temps même dans les situations les plus critiques.
- Fleur : Un autre ami de Bambi, mignon, gentil et très dormeur. Fleur est un garçon de caractère
- Féline : La petite amie de Bambi et elle est amoureuse de lui. Elle le soutient et croit en son courage.
- Ronno : Un faon frimeur, rapide et bagarreur, bien qu'il soit mignon, il est jaloux de Bambi et amoureux de Féline. Il cherche désespérément de faire réagir le pauvre Bambi en le maltraitant et le blessant.
- Le grand Prince de la forêt : C'est le grand Prince de la forêt ainsi que le père de Bambi. Il surveille tous les animaux de la forêt et en est le seul protecteur.
- Maître Hibou : Il veille lui aussi sur les jeunes animaux et particulièrement sur le jeune Bambi.

## Autour du film
- Le film reprend deux chansons et des extraits de la partition originale composées par Larry Morey, Frank Churchill et Ed Plumb pour le film de 1942.

## Titre en différentes langues
- Allemand : Bambi 2
- Anglais : Bambi 2
- Arabe : بامبي 2 (Bāmby 2)
- Bulgare : Бамби 2 (Bambi 2)
- Chinois : 小鹿斑比2 (Xiǎo Wángzǐ Bāmbǐ 2 (Mandarin)/Xi Wanzi Bāmby 2 (Cantonais) = « Petit Prince Bambi 2 »)
- Coréen : 밤비2
- Croate : Bambi 2
- Danois : Bambi 2
- Espagnol : Bambi 2
- Espéranto : Bambi 2
- Estonien : Bambi 2
- Finnois : Bambi 2
- Géorgien: ბემბი 2
- Grec : Μπάμπι 2 (Bámbi 2)
- Hébreu : 2 במבי (Bamby 2)
- Hongrois : Bambi 2
- Islandais : Bambi 2
- Italien : Bambi 2 - Bambi e il grande principe della foresta
- Japonais : バンビ2 森のプリンス (Bānbǐ 2 le Prince de la Forêt)
- Néerlandais : Bambi 2
- Norvégien : Bambi 2
- Persan : بامبی 2  (Bāmby 2)
- Polonais : Bambi 2
- Portugais : Bambi II
- Roumain : Bambi and the Great Prince of the Forest
- Russe : Бэмби 2 (Bèmbi 2)
- Serbe : Бамби 2
- Slovaque : Bambi 2
- Suédois : Bambi 2
- Tchèque : Bambi 2
- Thaï : กวางน้อย...แบมบี้ 2
- Turc : Bambi 2